# Wu Nunatak
Wu Nunatak är en nunatak i Antarktis. Den ligger i Östantarktis. Nya Zeeland gör anspråk på området. Toppen på Wu Nunatak är 1 608 meter över havet.
Terrängen runt Wu Nunatak är huvudsakligen platt, men söderut är den kuperad. Trakten är obefolkad. Det finns inga samhällen i närheten. 